# Съезд Советов Чувашской АССР
Съезд Советов Чувашской АССР — высший орган государственной власти Чувашской АССР с момента образования Чувашской АССР (1925) до принятия Конституции Чувашской АССР 1937 года.

## Съезды АО
- I Чувашский областной съезд Советов рабочих, крестьянских и красноармейских депутатов Чувашской автономной области — с 7 по 11 ноября 1920
- 2-5 июля 1921 года состоялся II областной съезд Советов депутатов Чувашской автономной области.
- 1-5 декабря 1922 состоялся III областной съезд Советов депутатов Чувашской автономной области.
- 5-9 декабря 1923 состоялся IV областной съезд Советов депутатов Чувашской автономной области.
- 15-21 ноября 1924 состоялся V областной съезд Советов депутатов Чувашской автономной области.

## Съезды АССР
- Учредительный I (VI) Съезд Советов Чувашской АССР — январь 1926 года;
- II (VII) Съезд Советов Чувашской АССР — 31 марта 1927 года;
- III (VIII) Съезд Советов Чувашской АССР — 20—29 марта 1929 года;
- IV (IX) Съезд Советов Чувашской АССР — 4—12 февраля 1931 года;
- V (X) Съезд Советов Чувашской АССР — 1934;
- Чрезвычайный VI (XI) Съезд Советов Чувашской АССР — 18 июля 1937 года.